# Dauling Dragon
Dauling Dragon, chinesisch: 木翼双龙, ist eine Racing-Holzachterbahn der Designer „The Gravity Group“ im Happy Valley bei Wuhan in China, die am 29. April 2012 eröffnet wurde. Es ist die dritte Holzachterbahn und die erste Racing-Holzachterbahn in China.
Eine Strecke ist 1193 m lang und die andere 1143 m. Beide erreichen eine Höhe von 32 m.
Es kommen vier Züge mit jeweils sechs Wagen des Herstellers Philadelphia Toboggan Coasters zum Einsatz. In jedem Wagen können vier Personen (zwei Reihen à zwei Sitze) Platz nehmen.